# Dimeragrion unturanense
Dimeragrion unturanense là loài chuồn chuồn trong họ Megapodagrionidae. Loài này được De Marmels miêu tả khoa học đầu tiên năm 1992.